# Bahnhof Rimsting

Der Bahnhof Rimsting ist der ehemalige Bahnhof der oberbayerischen Gemeinde Rimsting an der Bahnstrecke Rosenheim–Salzburg. Dieser war im Jahr 1881 für den bayerischen König Ludwig II. eingerichtet worden. Das Empfangsgebäude entstand 1911. Heute steht es unter Denkmalschutz. 1981 wurde der Bahnhof stillgelegt. Seit 2006 befand sich im ehemaligen Bahnhofsgebäude eine Kulturbegegnungsstätte.

## Lage

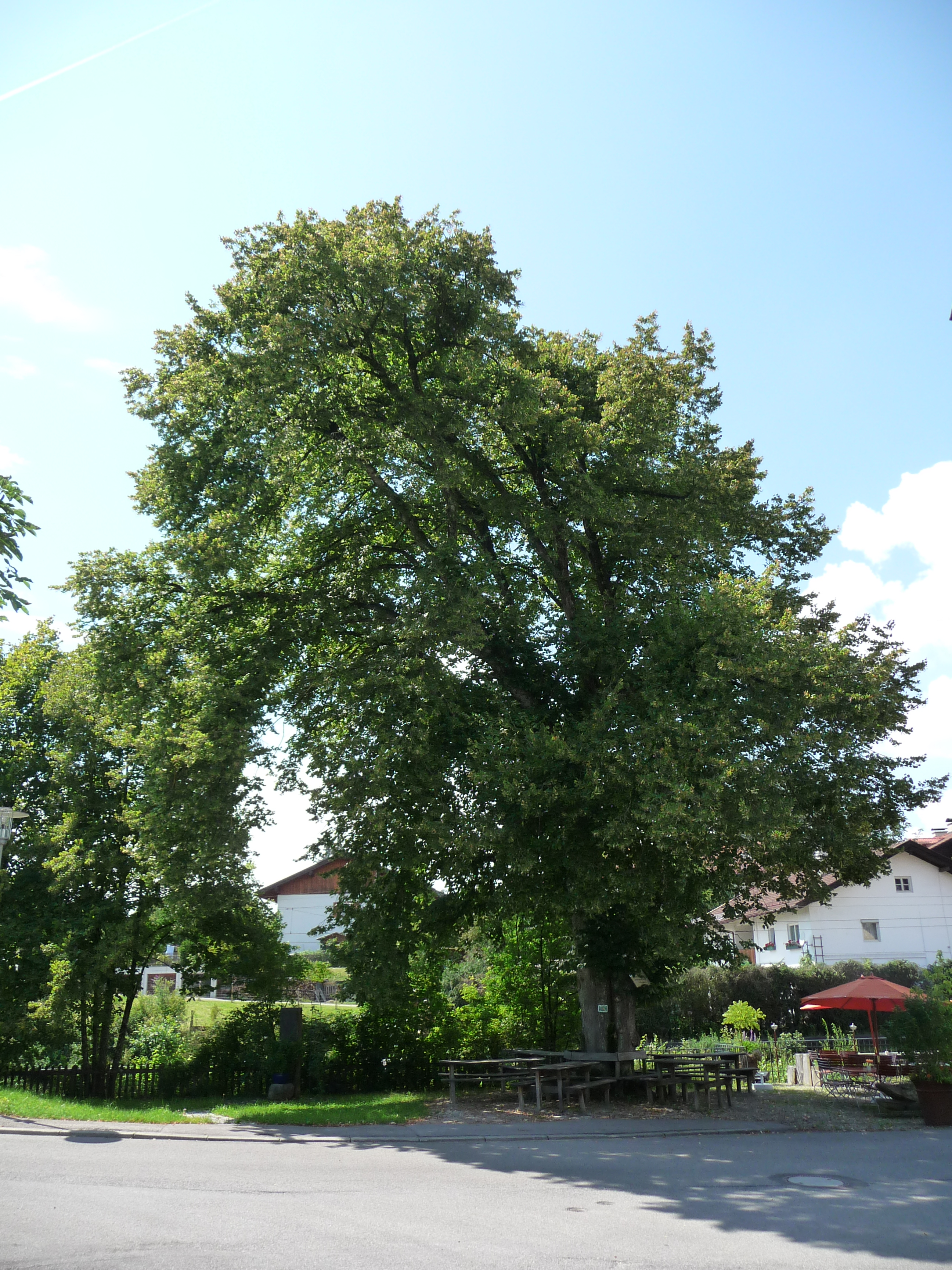
Rimsting (Bahnhof), Königslinde

Der Bahnhof wurde bei Streckenkilometer 20,6 der Verbindung Rosenheim–Salzburg errichtet, deren Trasse östlich an Rimsting vorbeiführt und das Dorf vom Westufer des Chiemsees trennt. Die in städtebaulicher Randlage geplante Station wurde durch Verbindungsstraßen für die Nachbarorte Breitbrunn, Gstadt, Eggstätt und Hemhof erschlossen, denen sie lange Zeit als einzige Anbindung an öffentliche Verkehrsmittel diente. Vom Bahnhof führten Wege auf die Halbinsel Urfahrn zur so genannten Rimstinger Überfahrt auf die Fraueninsel und die Herreninsel.

## Geschichte
1881 eröffneten die Königlich Bayerischen Staatseisenbahnen exklusiv für den bayerischen König Ludwig II. den Bahnhof Rimsting. Normale Personenzüge bedienten die Station nicht. Für den König war hier Umsteigepunkt, um die Baustelle des Schlosses Herrenchiemsee zu besuchen. 1886 wurde der Bahnhof aufgegeben, da der König verstarb. Der als Aufenthaltsraum für den König erbaute Pavillon wurde nach Prien am Chiemsee versetzt. Dort steht er heute unter Denkmalschutz. Im Oktober 1895 wurde der Bahnhof als reguläre Station wiedereröffnet. Das heutige Empfangsgebäude wurde erst in den Jahren 1910 bis 1911 erbaut. Der Bahnhof war 1940 außerdem mit einer Laderampe, einer Ladestraße und einem Güterschuppen ausgestattet. Im Jahr 1981 hielt der letzte Personenzug in Rimsting. Für den Güterverkehr hat bis heute ein Gleisanschluss zur Anlieferung von Flüssiggas Bestand, sodass der ehemalige Bahnhof bis heute eine Ausweichanschlussstelle ist. Das ehemalige Empfangsgebäude besteht bis heute und ist denkmalgeschützt. Seit 2006 war darin eine Kulturbegegnungsstätte untergebracht. 2013 wurden die Räumlichkeiten von einem Thai-Restaurant übernommen.
Im Jahre 1995, zum 150. Geburtstag von König Ludwig II., wurde zu seinen Ehren wenige Meter südlich des Bahnhofsgebäudes ein kleines Denkmal in Form einer mannshohen Stahlsäule aufgestellt. Die Inschrift weist darauf hin, dass der König hier mit dem Zug ankam und dann über den Chiemsee fuhr.